# Lijst van spelers van het voetbalelftal van Trinidad en Tobago
Deze lijst van spelers van het voetbalelftal van Trinidad en Tobago geeft een overzicht van alle voetballers die minimaal twintig interlands achter hun naam hebben staan voor Trinidad en Tobago. Vetgedrukte spelers zijn de afgelopen twee jaar nog voor de nationale ploeg uitgekomen.

## Overzicht
- Bijgewerkt tot en met de CONCACAF Gold Cup-kwalificatiewedstrijd tegen  Martinique op 30 november 2010

| Naam speler           | Debuut | Laatst | Interlands | Goals |
| --------------------- | ------ | ------ | ---------- | ----- |
| Angus Eve             | 1994   | 2005   | 117        | 34    |
| Stern John            | 1995   | 2009   | 109        | 69    |
| Marvin Andrews        | 1996   | 2009   | 101        | 10    |
| Dennis Lawrence       | 2000   | 2009   | 89         | 5     |
| Clayton Ince          | 1997   | 2009   | 79         | 0     |
| Carlos Edwards        | 1999   | 2009   | 78         | 4     |
| Russell Latapy        | 1988   | 2009   | 78         | 29    |
| Densill Theobald      | 2002   | 2010   | 77         | 2     |
| Arnold Dwarika        | 1993   | 2008   | 74         | 28    |
| Keyeno Thomas         | 1998   | 2009   | 72         | 2     |
| Dwight Yorke          | 1989   | 2009   | 72         | 19    |
| Avery John            | 1996   | 2009   | 70         | 0     |
| Ansil Elcock          | 1994   | 2004   | 69         | 0     |
| Anthony Rougier       | 1995   | 2005   | 67         | 5     |
| Cornell Glen          | 2002   | 2010   | 62         | 23    |
| Stokely Mason         | 1996   | 2004   | 61         | 5     |
| Cyd Gray              | 2001   | 2008   | 59         | 1     |
| Nigel Pierre          | 1999   | 2005   | 57         | 22    |
| Anton Pierre          | 1996   | 2008   | 54         | 1     |
| Gary Glasgow          | 1997   | 2007   | 53         | 11    |
| Kerry Baptiste        | 2003   | 2010   | 51         | 12    |
| Brent Rahim           | 2000   | 2005   | 49         | 3     |
| Dale Saunders         | 1997   | 2003   | 48         | 2     |
| Lyndon Andrews        | 1996   | 2005   | 46         | 0     |
| Keon Daniel           | 2008   | 2010   | 46         | 8     |
| Kenwyne Jones         | 2003   | 2009   | 46         | 4     |
| Shurland David        | 1998   | 2001   | 44         | 0     |
| Brent Sancho          | 1999   | 2006   | 43         | 0     |
| Silvio Spann          | 2002   | 2009   | 43         | 2     |
| Marvin Faustin        | 1988   | 1996   | 42         | 8     |
| Jason Scotland        | 2000   | 2009   | 41         | 8     |
| Aurtis Whitley        | 2000   | 2008   | 41         | 2     |
| Reynold Carrington    | 1995   | 2003   | 40         | 2     |
| Jerren Nixon          | 1994   | 2004   | 38         | 11    |
| Clyde Leon            | 2004   | 2010   | 37         | 1     |
| Christopher Birchall  | 2005   | 2009   | 36         | 4     |
| Kerwyn Jemmot         | 1998   | 2007   | 36         | 2     |
| Sherwyn Julien        | 1994   | 2000   | 36         | 0     |
| Trent Noel            | 2001   | 2010   | 36         | 0     |
| Jan Michael Williams  | 2003   | 2010   | 36         | 0     |
| David Nakhid          | 1992   | 2005   | 35         | 8     |
| Shaka Hislop          | 1999   | 2010   | 34         | 0     |
| Kelvin Jack           | 1997   | 2006   | 33         | 0     |
| Derek King            | 1999   | 2005   | 33         | 1     |
| Ross Russell          | 1994   | 2001   | 32         | 0     |
| Anthony Wolfe         | 2007   | 2010   | 32         | 0     |
| Dexter Francis        | 1988   | 1996   | 31         | 0     |
| Leonson Lewis         | 1988   | 1996   | 31         | 21    |
| Marvin Phillip        | 2007   | 2010   | 30         | 0     |
| Akile Edwards         | 2008   | 2010   | 29         | 1     |
| Khaleem Hyland        | 2008   | 2009   | 27         | 3     |
| Clayton Morris        | 1985   | 1992   | 27         | 1     |
| André Toussaint       | 2002   | 2008   | 27         | 5     |
| Hutson Charles        | 1988   | 2000   | 26         | 7     |
| Nigel Daniel          | 2001   | 2008   | 26         | 1     |
| Leslie Fitzpatrick    | 2004   | 2007   | 26         | 1     |
| Mickey Trotman        | 1999   | 2001   | 26         | 5     |
| Makan Hislop          | 2007   | 2008   | 25         | 0     |
| Devon Jorsling        | 2007   | 2010   | 25         | 14    |
| Michael Maurice       | 1980   | 1996   | 25         | 0     |
| Scott Sealy           | 2004   | 2007   | 25         | 2     |
| Kerry Marlon Jamerson | 1988   | 1996   | 24         | 6     |
| Collin Samuel         | 2002   | 2009   | 24         | 6     |
| David Atiba Charles   | 2003   | 2006   | 23         | 0     |
| Kern Cupid            | 2007   | 2010   | 23         | 0     |
| Travis Mulraine       | 1995   | 2004   | 23         | 0     |
| Marlon Rojas          | 1999   | 2005   | 23         | 0     |
| Clint Marcelle        | 1983   | 2000   | 22         | 4     |
| Hector Sam            | 1999   | 2005   | 20         | 2     |

TTFF · A-internationals · Bondscoaches · Selecties · Statistieken · Olympisch elftal · Vrouwenelftal van Trinidad en Tobago · Trinidad U21 · Trinidad U19 · Trinidad U17
Gold Cup 1991 · 
Gold Cup 1993 · 
Gold Cup 1996 · 
Gold Cup 1998 · 
Gold Cup 2000 · 
Gold Cup 2002 · 
Gold Cup 2005 · 
Gold Cup 2007 · 
Gold Cup 2009 · 
Gold Cup 2011 · 
Gold Cup 2013
WK 2006
1934 · 
1935 · 
1936 · 
1937 · 
1938 · 
1939 · 
1940 · 
1941 · 
1942 · 
1943 · 
1944 · 
1945 · 
1946 · 
1947 · 
1948 · 
1949 · 
1950 · 
1951 · 
1952 · 
1953 · 
1954 · 
1955 · 
1956 · 
1957 · 
1958 · 
1959 · 
1960 · 
1961 · 
1962 · 
1963 · 
1964 · 
1965 · 
1966 · 
1967 · 
1968 · 
1969 · 
1970 · 
1971 · 
1972 · 
1973 · 
1974 · 
1975 · 
1976 · 
1977 · 
1978 · 
1979 · 
1980 · 
1981 · 
1982 · 
1983 · 
1984 · 
1985 · 
1986 · 
1987 · 
1988 · 
1989 · 
1990 · 
1991 · 
1992 · 
1993 · 
1994 · 
1995 · 
1996 · 
1997 · 
1998 · 
1999 · 
2000 · 
2001 · 
2002 · 
2003 · 
2004 · 
2005 · 
2006 · 
2007 · 
2008 · 
2009 · 
2010 · 
2011 · 
2012 · 
2013 · 
2014 ·
2015 ·
2016 ·
2017 ·
2018 ·
2019 ·
2020 ·
2021 ·
2022
Anguilla · 
Antigua en Barbuda ·
Argentinië ·
Azerbeidzjan · 
Bahama's ·
Bahrein · 
Barbados · 
Belize · 
Bermuda · 
Bolivia ·
Botswana · 
Britse Maagdeneilanden · 
Canada · 
Chili · 
China · 
Colombia · 
Costa Rica · 
Cuba · 
Curaçao · 
Dominicaanse Republiek ·
Ecuador ·
Egypte ·
El Salvador ·
Engeland ·
Estland ·
Finland ·
Grenada ·
Guatemala ·
Guyana ·
Haïti ·
Honduras ·
Ierland ·
IJsland ·
India ·
Irak ·
Iran ·
Jamaica ·
Japan ·
Jordanië ·
Kaaimaneilanden · 
Kenia · 
Koeweit ·
Marokko ·
Mexico ·
Montserrat ·
Nederlandse Antillen ·
Nicaragua ·
Nieuw-Zeeland ·
Noord-Ierland ·
Noorwegen · 
Oostenrijk · 
Panama ·
Paraguay ·
Peru ·
Puerto Rico ·
Roemenië ·
Saint Kitts en Nevis ·
Saint Lucia ·
Saint Vincent en de Grenadines ·
Saoedi-Arabië · 
Schotland ·
Slovenië ·
Suriname ·
Tadzjikistan ·
Taiwan ·
Thailand ·
Tsjechië · 
Uruguay · 
Venezuela · 
Verenigde Arabische Emiraten ·
Verenigde Staten ·
Wales · 
Zuid-Afrika ·
Zuid-Korea ·
Zweden
Engeland (2006) · 
Paraguay (2006) · 
Zweden (2006)